# Финляндский торговый банк
Финляндский торговый банк — финансово-кредитное учреждение, размещавшееся в Выборге. Расположенный на углу проспекта Ленина и Ленинградского проспекта комплекс банковских зданий в центре города Выборга включён в перечень памятников архитектуры.

## История
Финляндский торговый банк был учреждён в 1907 году для обслуживания клиентов в Южной и Восточной Финляндии после того, как Банк Северных стран принял решение о переводе управления из Выборга в Хельсинки. Для нужд банка и акционерного общества «Карелия» в период с 1911 по 1915 год на главной улице Выборга по проекту архитектора У. Ульберга в три этапа было возведено трёхчастное здание, включавшее главную банковскую контору, магазины и жилые помещения.
На первом этапе в 1911—1912 годах было построено центральное четырёхэтажное здание с операционным залом и квартирами банковских служащих. Его фасад, облицованный серым гранитом из месторождения в Ханко, украсили парные скульптуры женщин работы Ф. Нюлунда, с букетами цветов и жезлом Меркурия. Первый этаж отведён под магазины. В занимающий второй-третий этажи операционный зал с потолочным витражом, изготовленным в Германии, ведёт внушительная лестница. Жилые помещения на четвёртом этаже предназначались для сотрудников банка.
Более поздние пятиэтажные боковые корпуса здания по контрасту с центральным корпусом имеют красно-кирпичную отделку фасада верхних этажей. В них расположились торговые и жилые помещения.
В результате Первой мировой войны Финляндский торговый банк стал испытывать трудности. Большую часть его акций приобрёл располагавшийся по соседству Саво-Карельский акционерный банк, который в 1923 году перепродал свою долю расположенному в Хельсинки Финляндскому акционерному банку, и с 1924 года деятельность банка как самостоятельной организации прекратилась. Однако операционный зал и в дальнейшем использовался банковскими учреждениями. После советско-финских войн (1939—1944) его заняла Сберкасса, позднее преобразованная в подразделение Сбербанка. Жилые и торговые помещения также используются по первоначальному назначению. В 1997 году был проведён ремонт банковского зала с реставрацией потолочного витража.

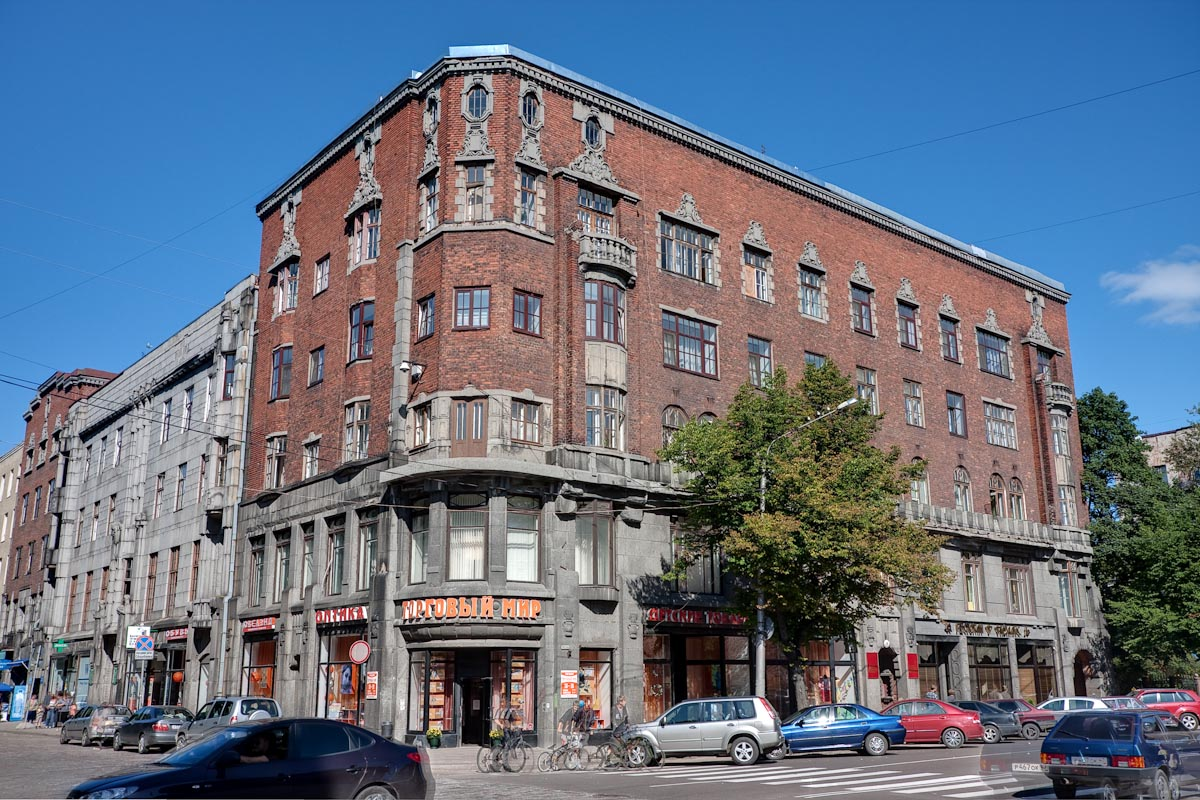
Общий вид трёх корпусов
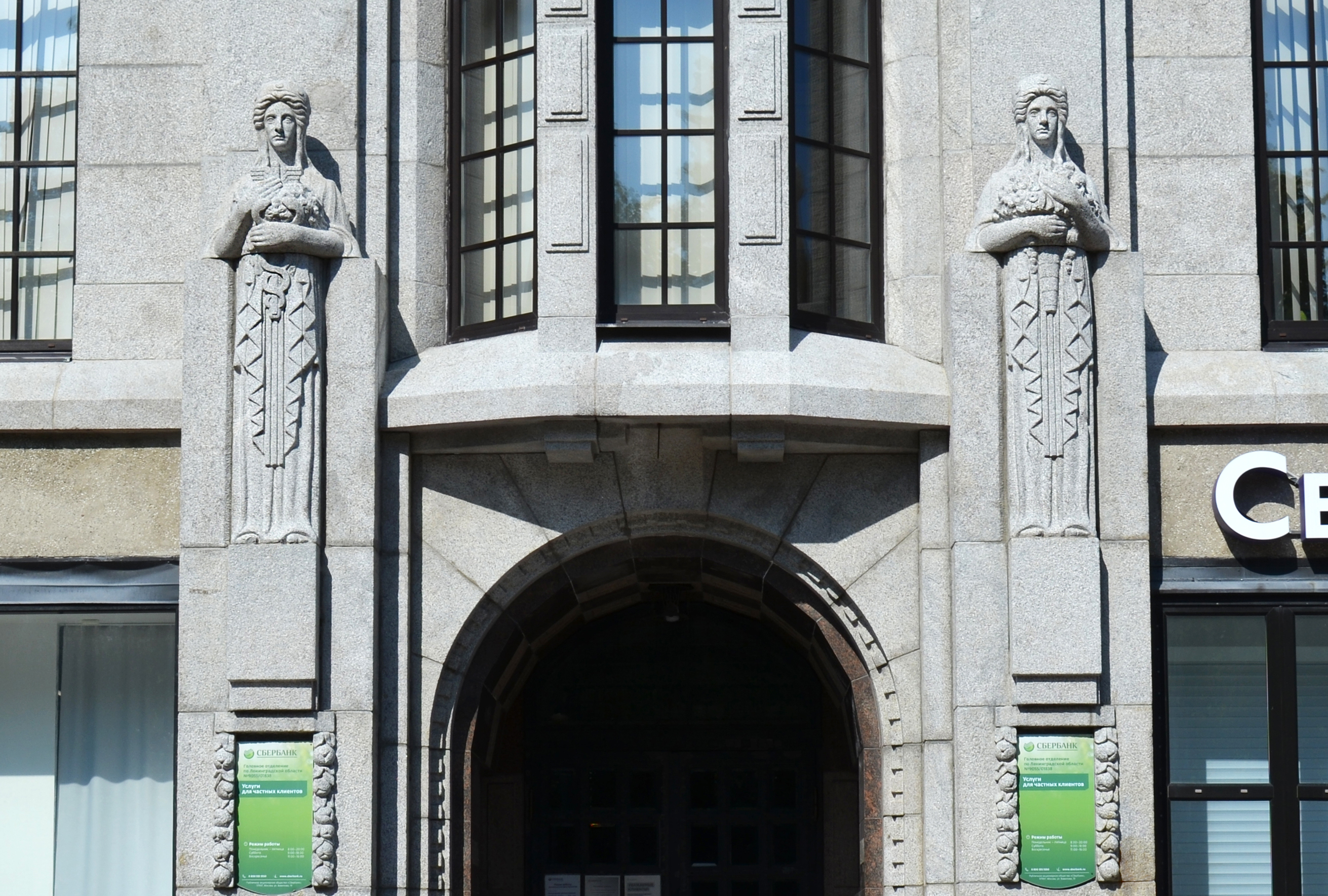
Скульптуры Нюлунда
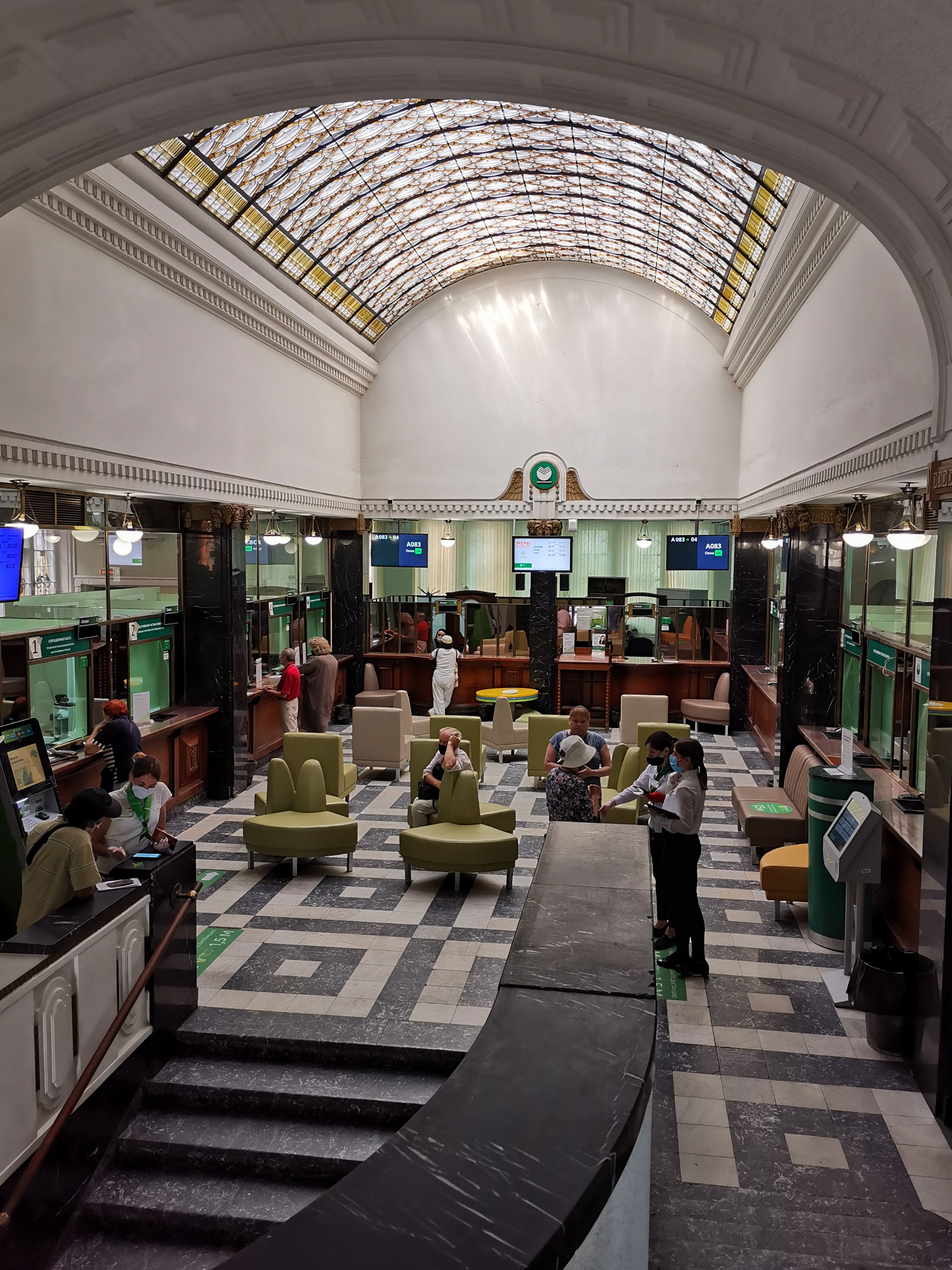
Операционный зал